# Jukebox (Bent Fabric album)
 For alternative betydninger, se Jukebox (flertydig). (Se også artikler, som begynder med Jukebox)
Jukebox er et album af den danske komponist Bent Fabricius-Bjerre udgivet under kunstnernavnet Bent Fabric. Det udkom d. 19. april 2004 via Universal. Albummet er blevet til i samarbejde med en lang række danske musikere heriblandt Paw Lagermann og Lina Rafn fra Infernal, Remee, Martin Brygmann og Søren Rasted fra Aqua.

## Spor
| Nr. | Titel                         | Writer(s)                                                                                   | Producer(s)                     | Længde |
| --- | ----------------------------- | ------------------------------------------------------------------------------------------- | ------------------------------- | ------ |
| 1.  | "Jukebox"                     | Paw Lagermann, Lina Rafn, Remee, Bent Fabricius-Bjerre                                      | Paw Lagermann, Lina Rafn        | 3:16   |
| 2.  | "Everytime"                   | Migo Fecke, Markus Gahlen, Laura Zonka                                                      | Paw Lagermann, Lina Rafn        | 3:14   |
| 3.  | "Keep on Rising"              | Paw Lagermann, Lina Rafn, Remee, Bent Fabricius-Bjerre, Carsten Jul                         | Paw Lagermann, Lina Rafn        | 3:46   |
| 4.  | "It Feels Like Love"          | Martin Brygmann, Felix Campo III, Anders Schumann, Jacob Christensen, Bent Fabricius-Bjerre | The Shack                       | 3:28   |
| 5.  | "Shake"                       | Paw Lagermann, Lina Rafn, Remee, Bent Fabricius-Bjerre                                      | Paw Lagermann, Lina Rafn        | 3:11   |
| 6.  | "Just Be There For Me"        | Søren N. Rasted, Bent Fabricius-Bjerre                                                      | Jensen and Larrson              | 4:27   |
| 7.  | "Pusterummet"                 | Bent Fabricius-Bjerre                                                                       | Paw Lagermann, Lina Rafn        | 3:23   |
| 8.  | "Haven't You Noticed"         | Martin Brygmann, Felix Campo III, Anders Schumann, Jacob Christensen, Bent Fabricius-Bjerre | The Shack                       | 3:32   |
| 9.  | "Relax Boy"                   | Bent Fabricius-Bjerre                                                                       | Stonebox                        | 2:29   |
| 10. | "Bam Boogie"                  | Dennis Dithmar, Anders Schumann, Philip Lundsgaard, Jesper Funch, Bent Fabricius-Bjerre     | Dennis Dithmar, Anders Schumann | 3:18   |
| 11. | "Bridges"                     | Michael Gammelgaard, Daniel Muschinsky, Remee, Bent Fabricius-Bjerre                        | Spanish Fly                     | 3:39   |
| 12. | "Shake" (Spanish Fly Remix)   |                                                                                             |                                 | 3:36   |
| 13. | "Jukebox" (Spanish Fly Remix) |                                                                                             |                                 | 3:08   |